# Élisabeth Caumont
Élisabeth Caumont (* 25. November 1957 in Cambrai) ist eine französische Jazzmusikerin (Gesang, Songwriting) und Schauspielerin.

## Wirken
Caumont besuchte das Konservatorium von Perpignan, bevor sie 1975 nach Paris ging, um Schauspielunterricht zu nehmen. In den Jazzclubs der Stadt traf sie auf Musiker wie Benoît de Mesmay, Christophe Garreau und Richard Portier (bald ersetzt durch Stéphane Huchard), mit denen sie eine erste Band bildete. Als Textdichterin arbeitete sie an der Schnittstelle von Jazz und französischem Chanson. 1985 trat sie als Solistin mit ihrer Band bereits bei Jazz in Marciac, beim Festival de Paris und bei der Grand Parade de Nice auf, 1991 beim Jazz Jamboree in Warschau. In den nächsten Jahren arbeitete sie auch mit Michel Legrand, Jimmy Rowles, Michel Petrucciani, Jacques Higelin und Sixun.
2007 präsentierte sie die Preisverleihung des Django’d Or zusammen mit Manu Dibango. Im Trio mit Philippe Milanta und Luca Bonvini war sie 2010 mit einem Ellington-Programm auf dem Montreux Jazz Festival zu hören.

## Diskographie
- 1986: Élisabeth Caumont
- 1988: La vraie chanteuse de jazz
- 1989: Acte 2
- 1990: Jimmy Rowles/Élisabeth Caumont Dix chansons d’amour
- 1993: Ciao mon cœur
- 1997: Mieux qu'un baiser
- 2004: Préliminaires
- 2009: Princesse Micomiconne

## Lexikalischer Eintrag
- Philippe Carles, André Clergeat, Jean-Louis Comolli: Le nouveau dictionnaire du jazz. Édition Robert Laffont, Paris 2011, ISBN 978-2-221-11592-3.